# Andreas Straub
Andreas Straub (* 1984) ist ein deutscher Betriebswirt und Buchautor.

## Leben
Nach dem Abitur studierte Straub Internationale Betriebswirtschaftslehre in Stuttgart und Kopenhagen. Er war Mitglied einer studentischen Unternehmensberatung und durchlief ein Nachwuchsprogramm bei der Daimler AG. 
Nach seinem Abschluss als Diplom-Betriebswirt ging er 2007 zum Handelsunternehmen Aldi Süd. Er war zunächst als Trainee, kurze Zeit später Bereichsleiter. 2011 verließ er den Konzern. Seine Erfahrungen fasste er in dem Buch Aldi. Einfach billig. zusammen, das 2012 im Rowohlt-Verlag erschien und in dem er ein dunkles Bild über die Methoden des Unternehmens zur Mitarbeiterkontrolle zeichnet. Es erreichte die Bestsellerliste von SPIEGEL Online. Das Vorwort verfasste Günter Wallraff. 
Andreas Straub arbeitet als freier Autor und Berater.

## Veröffentlichungen
- ALDI – einfach billig: Ein ehemaliger Manager packt aus, Reinbek bei Hamburg: Rowohlt-Taschenbuch-Verlag, Mai 2012, ISBN 978-3-499-62959-4.
- Der Schatten: Im Visier des Privatdetektivs, Reinbek bei Hamburg: Rowohlt-Taschenbuch-Verlag, November 2012, ISBN 978-3-499-62997-6
- Rezeptfrei – Apothekengeschichten mit Risiken und Nebenwirkungen, Berlin: Schwarzkopf & Schwarzkopf Verlag, Juli 2013, ISBN 978-3-86265-308-9
- Inside Aldi & Co., Reinbek bei Hamburg: Rowohlt-Taschenbuch-Verlag, Oktober 2013, ISBN 978-3-499-63056-9
- Detektiv Pröller – Unerhörtes aus dem Alltag eines Privatermittlers, Berlin: Schwarzkopf & Schwarzkopf Verlag, Februar 2014, ISBN 978-3-86265-334-8